# Ilex kingiana
Ilex kingiana (syn. Ilex insignis) là một loài thực vật có hoa trong họ Aquifoliaceae.